# Rough and Ready
Rough and Ready — третий студийный альбом британского гитариста Джеффа Бека и второй альбом созданной им группы The Jeff Beck Group, выпущенный 25 октября 1971 года лейблом Epic Records.
Альбом не был восторженно встречен критиками, но тем не менее достиг 46-го места в Billboard Top LP’s и занял 23-е место в категории «лучших альбомов 1971 года» по опросу Pazz & Jop, проводимому газетой The Village Voice.

## Об альбоме
После выпуска предыдущего альбома Beck-Ola в июне 1969 года Джефф Бек попал в тяжёлую автомобильную аварию и вынужден был приостановить карьеру почти на год. После восстановления Бек полностью изменил состав The Jeff Beck Groupː из неё ушли все прежние музыканты, и вместо них Бек принял новых. Вокалистом группы вместо ушедшего Рода Стюарта стал Бобби Тенч, а место ударника занял Кози Пауэлл. Тенч ранее был участником группы The Gass и выступал в качестве бэк-вокалиста со многими рок-артистами, включая Вана Моррисона, Линду Льюис и Эрика Бёрдона.
С этого альбома Джефф Бек начал длительное и плодотворное сотрудничество с Максом Миддлтоном, который станет его постоянным соавтором и пианистом на протяжении 1970-х годов.
Изменился также и музыкальный стиль группы, в исполнении стали появляться значительные фанковые и джазовые инструментальные части. Все песни альбома были написаны Джеффом Беком, кроме одной — четвёртый трек, первоначально называвшийся «Raynes Park Blues», но позже был изменён на «Max’s Tune», воплощает в себе самый сильный элемент изменения, так как он больше других похож на джаз-фьюжн.
По словам главного редактора AllMusic Стивена Томаса Эрлевайна, «в это время группа решается на расширенные, рефлексивные джазовые инструментальные секции, которые впоследствии проложили путь к успеху Blow by Blow».
«Мы закончили Rough and Ready, и теперь пришло время положить его в коробку», — сказал Макс Миддлтон журналу Keyboard в 2014 году. «Затем [новый барабанщик] Кози [Пауэлл] объявил Джеффу, что он купил совершенно новую барабанную установку, она только что прибыла, и он хотел записать её на пластинку». Бек пригрозил убить барабанщика, если тот допустит хоть одну ошибку. «Кози сыграл альбом от начала и до конца со своей новой барабанной установкой, прямо поверх записи. Это показывает, каким замечательным барабанщиком он был. Вы бы и не узнали, что он перезаписал барабаны на всём альбоме», — подытожил Миддлтон.
Альбом был выпущен в Великобритании в октябре 1971 года, где не попал в чарты. В США он смог подняться только до 46-й позиции в хит-параде Billboard Top LP’s в США. Первые два трека с вокалом на пластинке, были выпущены в качестве сингла в декабре 1971 года, где «Got the Feeling» была расположена на стороне «А», а «Situation» — на стороне «Б».
В целом, альбом Rough and Ready не стал хитом среди фанатов. Группа хорошо играла вместе, но большинство критиков согласились, что проблема была в материале, который группа выбрала для записи. Джефф Бек был замечательным инструменталистом, редко вокалистом и сомнительным как способный автор песен. Новый состав Jeff Beck Group не удовлетворил цели лидера в поиске нового музыкального направления.

## Список композиций
| №  | Название          | Автор(ы)      | Длительность |
| -- | ----------------- | ------------- | ------------ |
| 1. | «Got the Feeling» | Джефф Бек     | 4:38         |
| 2. | «Situation»       | Джефф Бек     | 5:04         |
| 3. | «Short Busines»   | Джефф Бек     | 2:30         |
| 4. | «Max’s Tune»      | Макс Миддлтон | 8:25         |

| №  | Название                   | Автор(ы)               | Длительность |
| -- | -------------------------- | ---------------------- | ------------ |
| 1. | «I’ve Been Used»           | Джефф Бек              | 3:38         |
| 2. | «New Ways» / «Train Train» | Джефф Бек              | 5:50         |
| 3. | «Jody»                     | Джефф Бек, Брайан Шорт | 6:06         |

## Участники записи
Список составлен по сведениям базы данных Discogs.

| The Jeff Beck Group: - Джефф Бек — гитара, бас-гитара - Бобби Тенч — вокал и ритм-гитара - Макс Миддлтон — фортепиано и клавишные - Клайв Чаман — бас-гитара - Кози Пауэлл — ударные | Технический персонал: - Джефф Бек — продюсер - Фил Браун — звукорежиссёр - Рон Коро — дизайнер - Клайв Эрроусмит — фотограф |